# Hannoverscher Kunstverlag Heinrich Carle

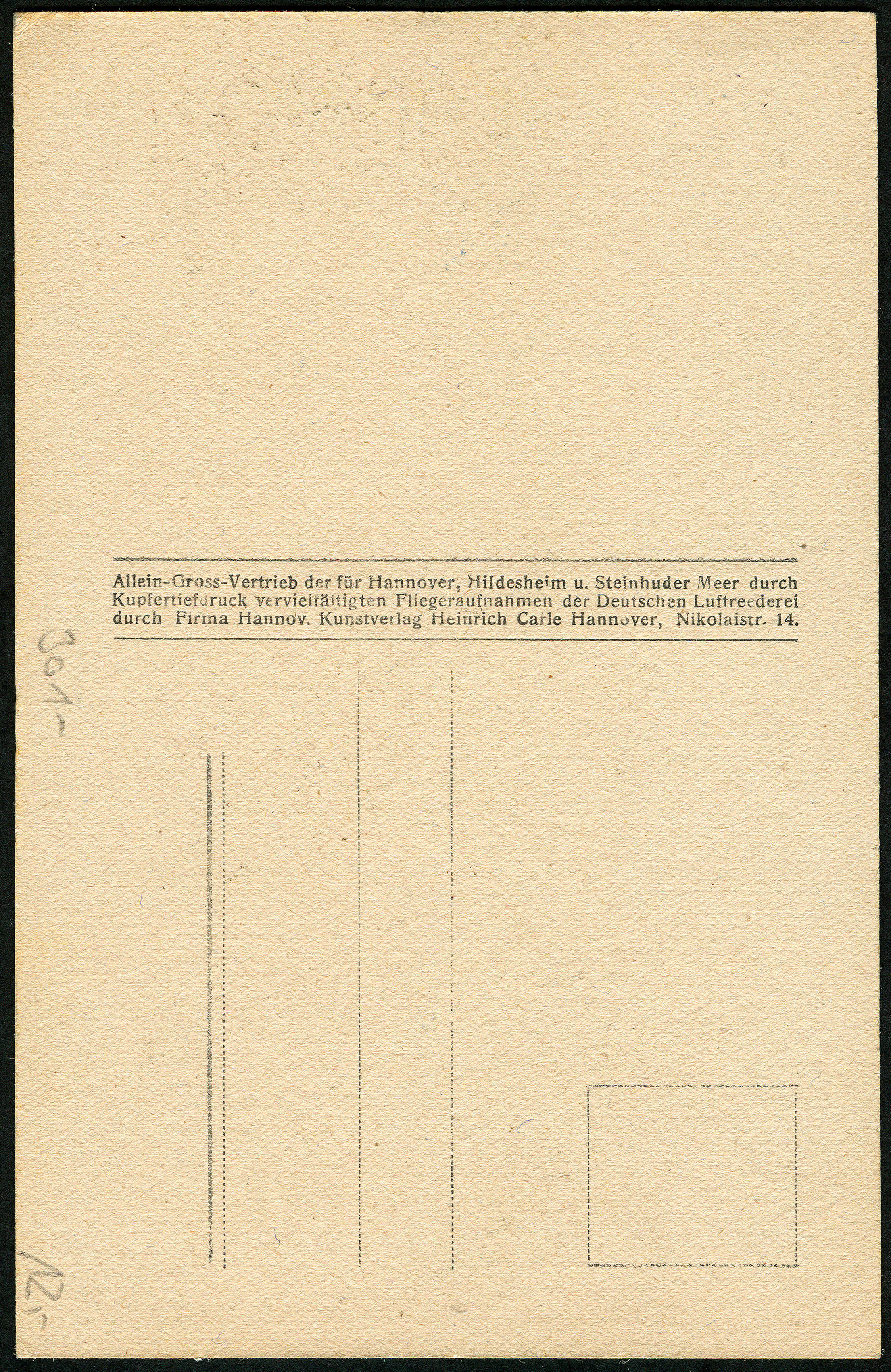
Revers einer Ansichtskarte mit Hinweisen für den „Allein-Groß-Vertrieb“ von Karten der Deutschen Luft-Reederei mit Motiven von Hannover, Hildesheim und dem Steinhuder Meer

Der Hannoversche Kunstverlag Heinrich Carle war im 20. Jahrhundert ein Verlag für den überregionalen Vertrieb von Ansichtskarten. Sitz des Unternehmens war zeitweilig die Nikolaistraße 14 in Hannover.

## Vertriebsprogramm
Bereits im Ersten Weltkrieg vertrieb Heinrich Carle Feldpostkarten mit Bildern von den Kriegsauswirkungen. Diese fortlaufend nummerierten Ansichtskarten mussten zuvor „militäramtlich genehmigt“ werden. So zeigt beispielsweise die Kriegspostkarte Nummer 6 aus dem Verlag eine propagandistisch betitelte Ansicht der – zerbombten – „Kirche in Langemark / von Engländern und Franzosen zusammengeschossen“. Die Karte datiert spätestens vom November 1915. Neben solchen Ansichten von der Westfront zeigt beispielsweise die Karte Nummer 203 eine Ansicht von der Ostfront unter dem Titel „Russisches Proviantamt an der Narev bei Modlin“.
Für die eher zivilen und bis Anfang der 1920er Jahre aus den Flugzeugen der Deutschen Luft-Reederei (DLR) hergestellten Luftbildaufnahmen erwarb Heinrich Carle das Recht für den „Allein-Groß-Vertrieb“ der so gefertigten und im Kupfer-Tiefdruckverfahren vervielfältigten Ansichtskarten für die Regionen um Hannover, Hildesheim und das Steinhuder Meer.
Daneben vertrieb das Unternehmen mindestens bis Mitte der 1930er Jahre auch teilweise nicht nummerierte Ansichtskarten mit Motiven aus der Stadt Hannover, beispielsweise vom Café Kröpcke und der Georgstraße oder dem Maschsee.

## Weiterer Forschungsbedarf
- Ebenso wie die zur Zeit des Ersten Weltkrieges von belgischen Verlagen vertriebenen Feldpostkarten oder denjenigen von deutschen Verlagen wie „Dr. Trenkler & Co., C. Hünich/Berlin-Charlottenburg, Friedrich Stünkel/Elberfeld, [...] Feldbuchhandlung der 4. Armee“ und anderen wie dem Hannoverschen Kunstverlag Heinrich Carle steht „eine genaue Untersuchung solcher Verlage“ noch aus und ist deren „wissenschaftliche Bedeutung“ hinsichtlich der Geschichte des Ersten Weltkrieges trotz der von C. Brocks 2009 veröffentlichten Schrift Zwischen Heimat und Front bisher „nicht in Detail erforscht“.[3]